# Liste der Siemens-Computer

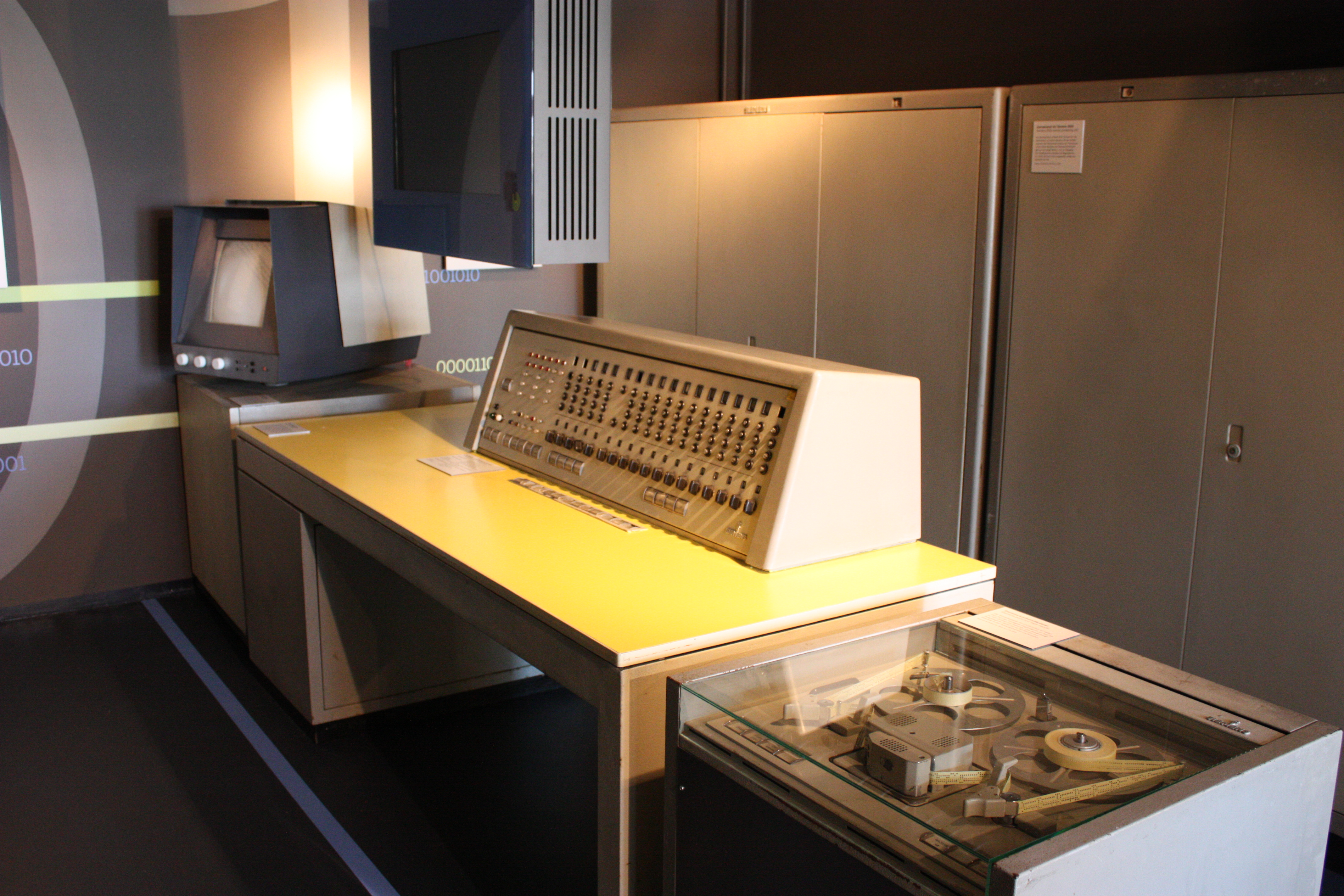
Siemens 2002 (1959)

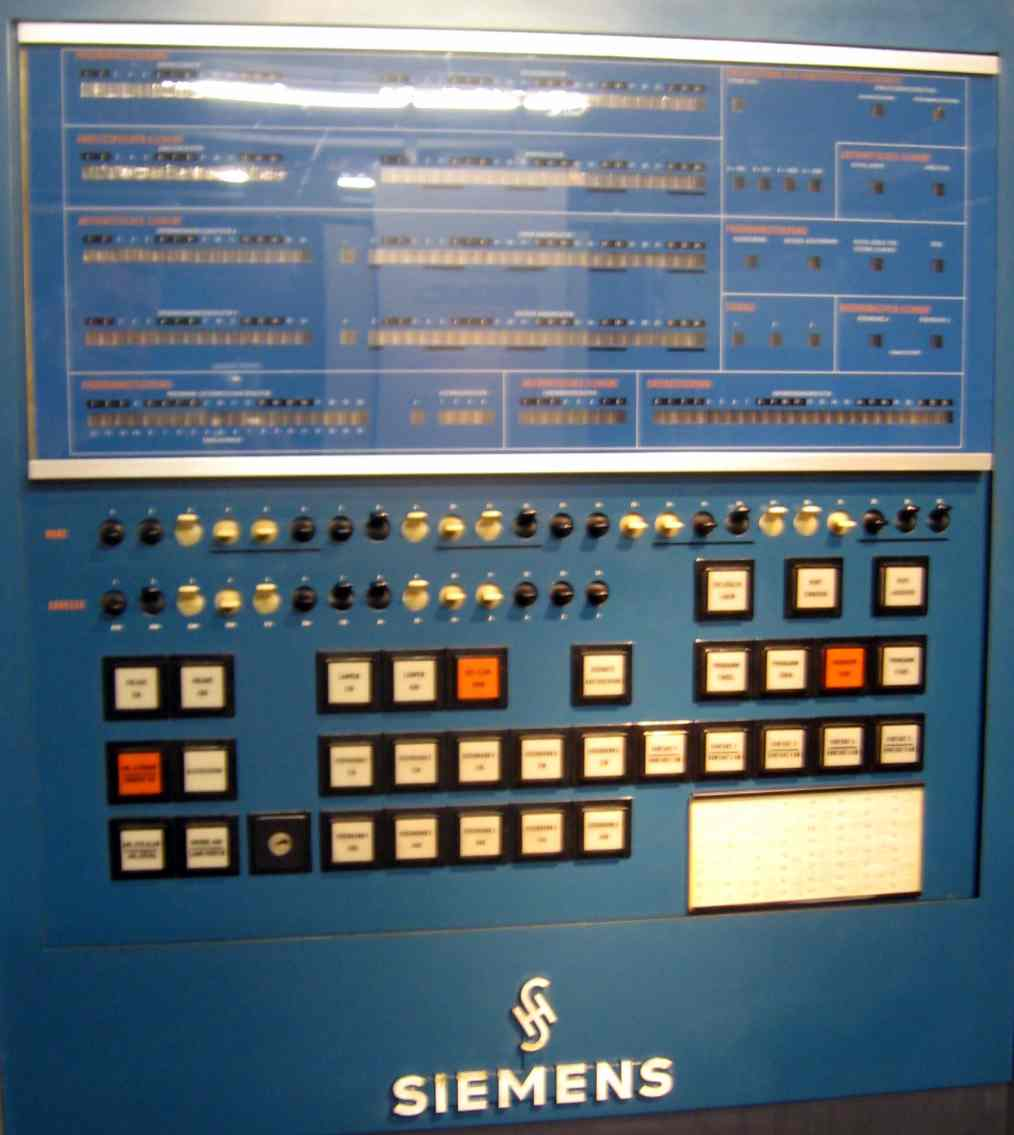
Bedienpult, Siemens & Halske

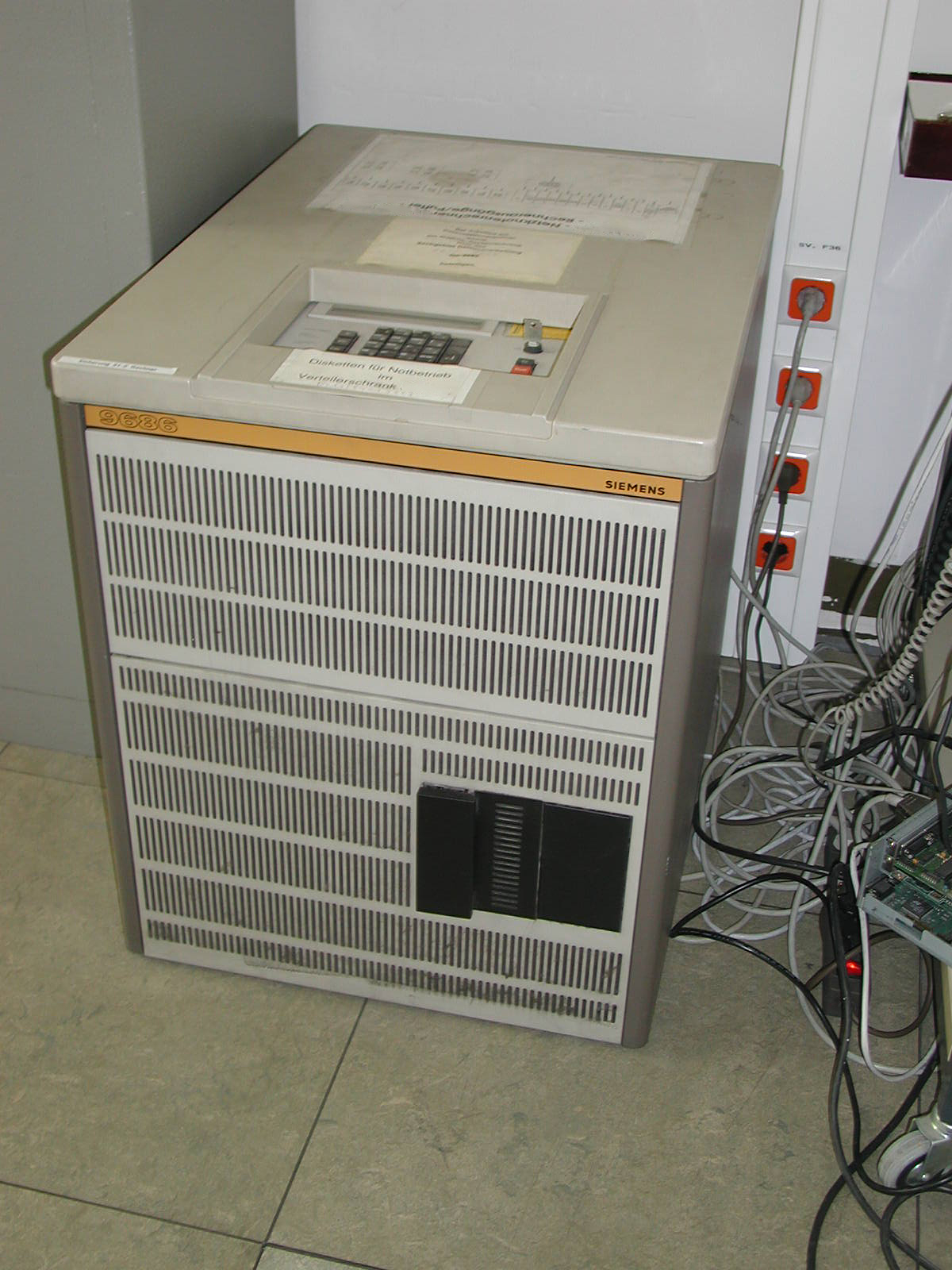
Siemens Transdata 9686 (ca. 1978)

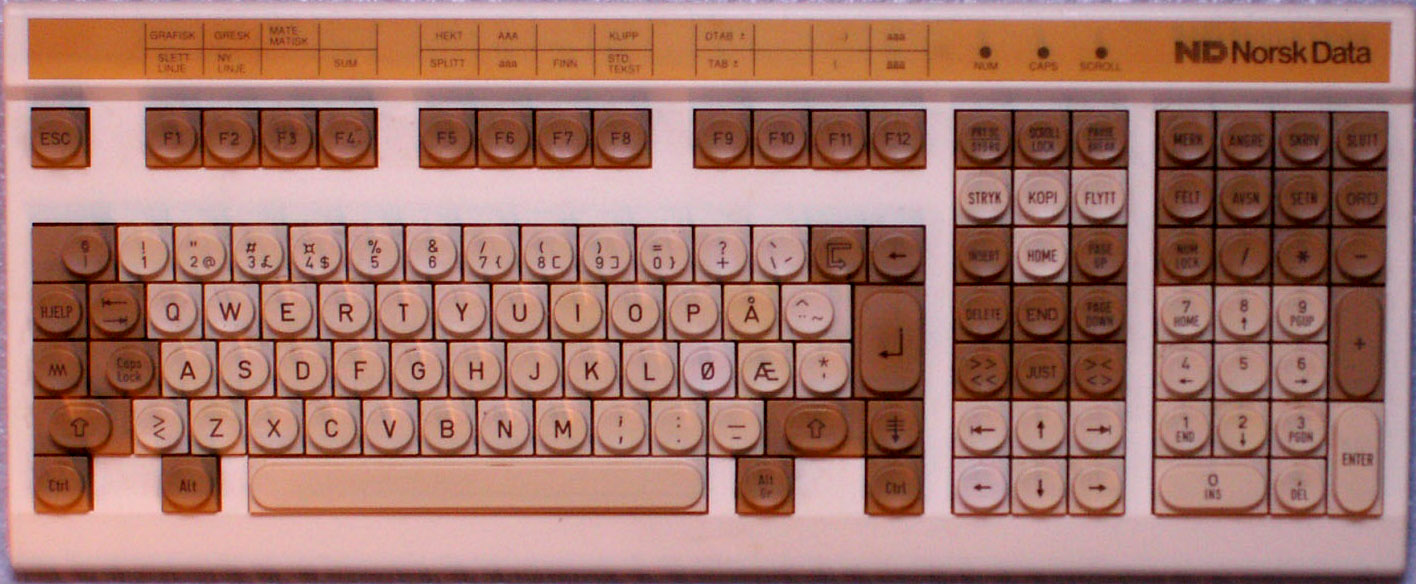
Tandberg-Tastatur mit Siemens Tasten, ca. 1991

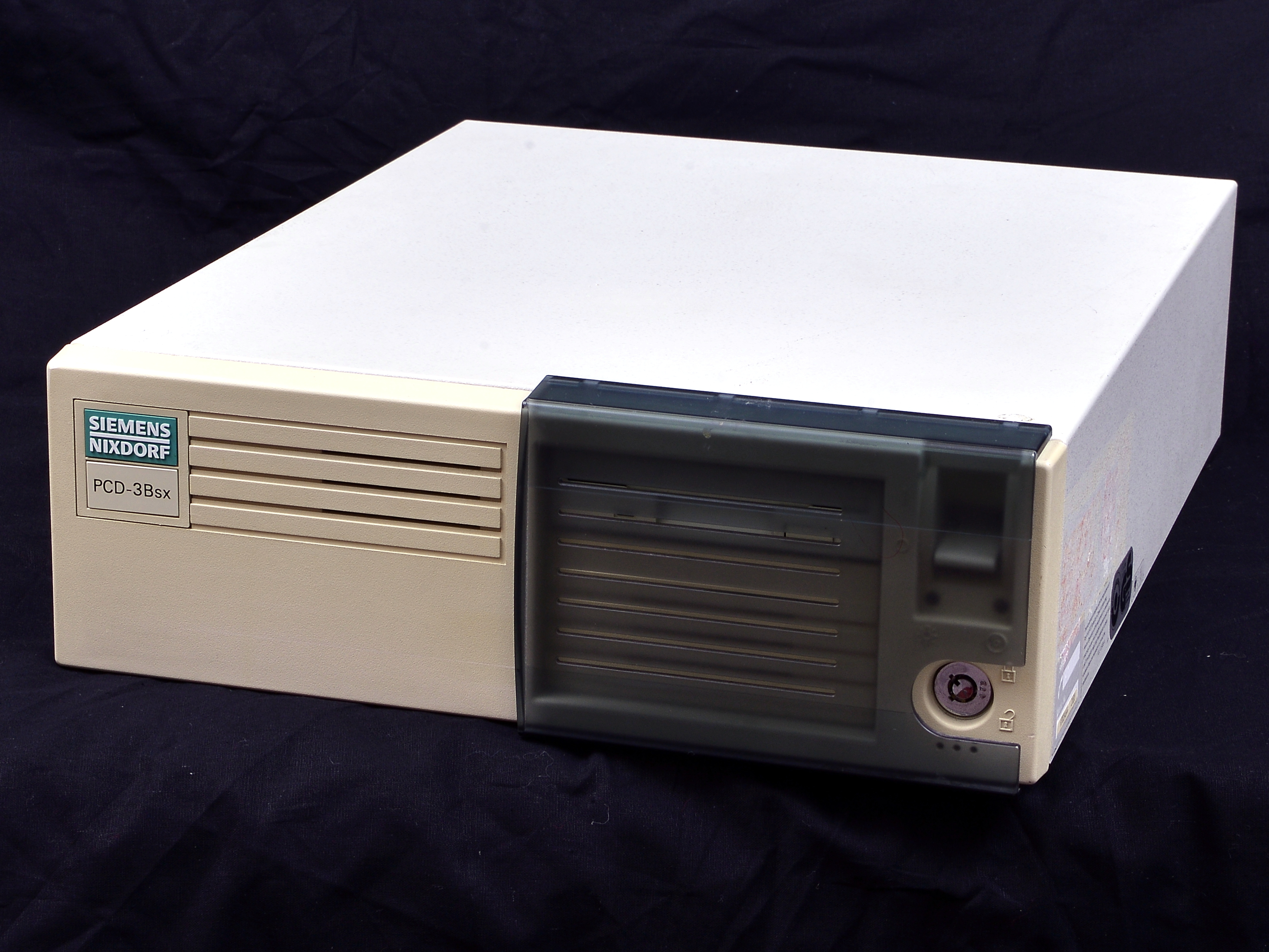
Siemens-Nixdorf PCD-3Bsx ca. 1989

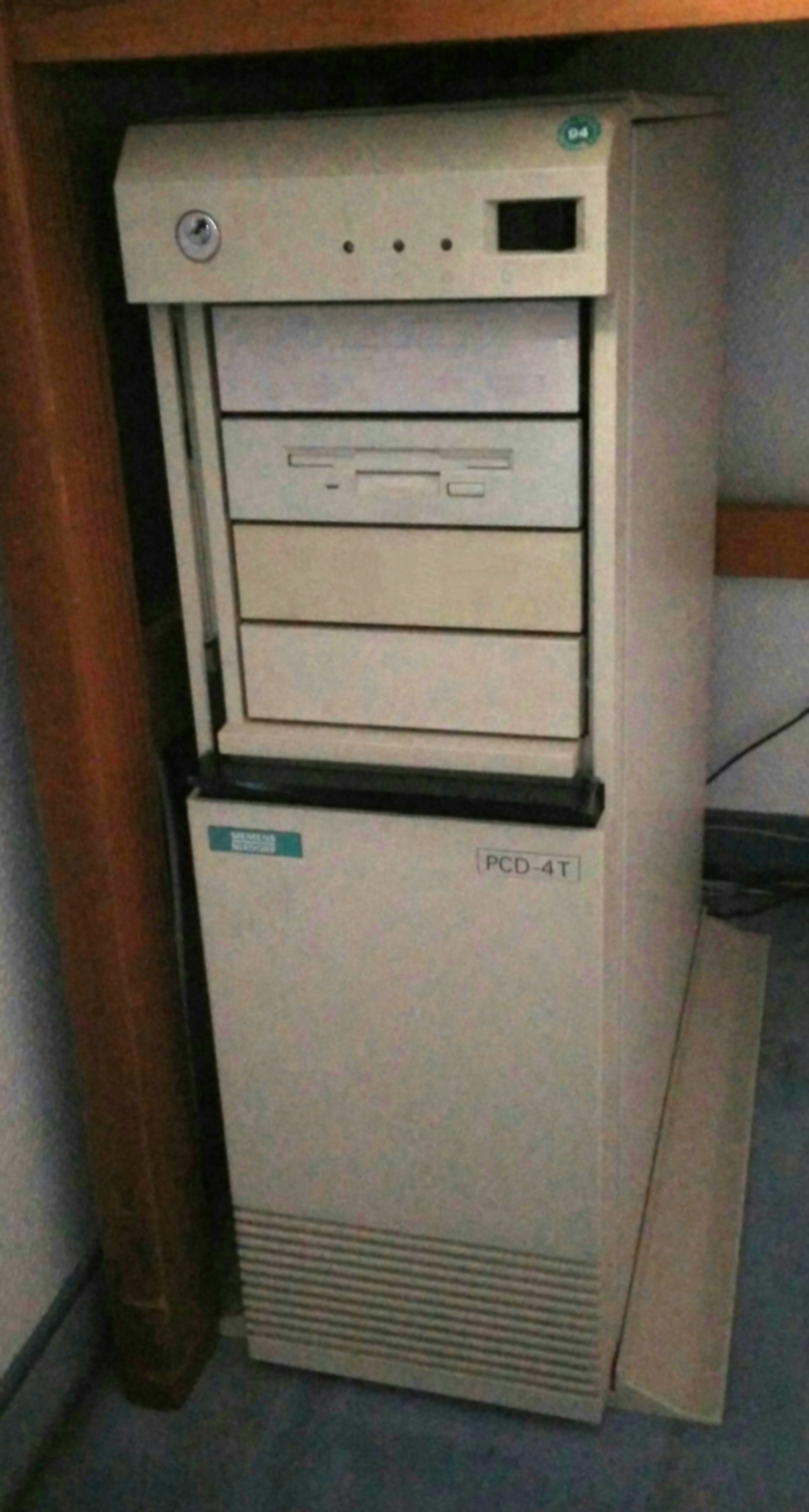
Siemens-Nixdorf PCD-4T ca. 1990

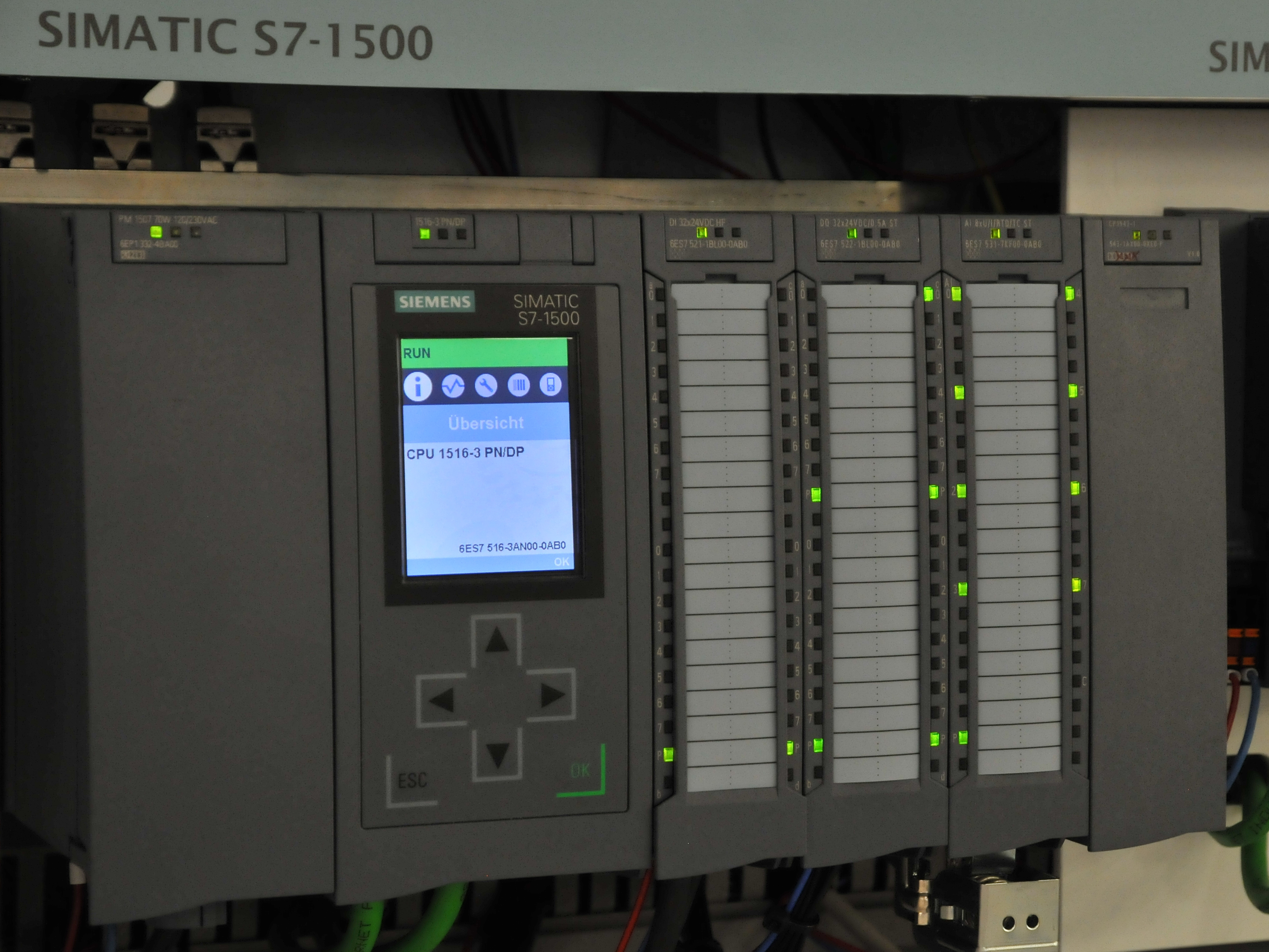
SIMATIC S7 (Automatisierungstechnik), 2000er

Dies ist eine Liste historischer Computer von Siemens und dessen Beteiligungsgesellschaften. Nicht aufgeführt sind modernere Personal-Computer, z. B. von Siemens Nixdorf und Fujitsu Siemens Computers, Spezialrechner (Medizintechnik, Militär), Lerncomputer, Server u. ä. Es sind nicht alle Modellvarianten aufgeführt, nur solche mit erheblichen Neuerungen. Datumsangaben sind tlw. abweichend, insbesondere bei Lizenznachbauten wie der 4004.

## Großrechner
Frühe Großrechneranlagen, Minirechner, u. ä. Erstveröffentlichung von 1959–1975 (Einsatz oft weit länger)
| Jahr | Modell/-reihe | Unternehmen      | Technologie      | RAM                    | Betriebssystem                                               | Kompatibilität                                                | Anmerkungen                                                 |
| ---- | ------------- | ---------------- | ---------------- | ---------------------- | ------------------------------------------------------------ | ------------------------------------------------------------- | ----------------------------------------------------------- |
| 1959 | Siemens 2002  | Siemens & Halske | Transistoren     | 2000-10000 Worte       | ORG 2002                                                     |                                                               | 1. Transistor-Computer in D                                 |
| 1963 | 3003          | Siemens & Halske | Transistoren     | 16K-65K Zeichen        | ORG 3003                                                     |                                                               | 9 Programme gleichzeitig                                    |
| 1965 | Siemens 4004  | RCA              | ECL              | 4–512 KB               | Band-Betriebssystem (BBS), Band-Platte-Betriebssystem (BPBS) | RCA Spectra 70 (UNIVAC) hardware-kompatibel                   | Modelle zunächst 4004-15, 25, 45, 55                        |
| 1965 | 300           | Siemens          | Transistoren TTL | 16K-65K Worte a 24 bit | ORG300                                                       | alle Modelle untereinander durch Befehlssimulation kompatibel | Prozessrechner, Modelle DVA 301-306, Kommunikation mit 4004 |
| 1968 | 4004-45       | RCA/Siemens      | ECL              | 32–512 KB              | Platte-Betriebssystem (PBS), BS1000                          | RCA Spectra 70 (UNIVAC) hardware-kompatibel                   | Zahlreiche Modellvarianten                                  |
| 1971 | 4004-46       | RCA/Siemens      | ECL              | 32–512 KB              | BS2000                                                       | RCA Spectra 70/46 (UNIVAC) hardware-kompatibel                | Mehrplatzsystem                                             |
| 1971 | 4004-150      | RCA/Siemens      | ECL              | 512 KB                 | BS1000                                                       | RCA Spectra 70 (UNIVAC) hardware-kompatibel                   | Mehrplatzsystem                                             |
| 1972 | 4004-151      | RCA/Siemens      | ECL              | 1 MB                   | BS2000                                                       | RCA Spectra 70 (UNIVAC) hardware-kompatibel                   | Mehrplatzsystem                                             |
| 1974 | Transdata 960 | Siemens          |                  |                        | PDN                                                          |                                                               | Rechnernetz                                                 |
| 1975 | Transdata 810 | Siemens          |                  |                        | PDN                                                          |                                                               | Rechnernetz                                                 |

## Mittlere Datentechnik
Mittlere Datentechnik, Bürorechner, „Kleinrechner“ ab ca. 1974
| Jahr | Modell/-reihe                  | Unternehmen      | Technologie | RAM           | Betriebssystem   | Kompatibilität    | Anmerkungen                                                                    |
| ---- | ------------------------------ | ---------------- | ----------- | ------------- | ---------------- | ----------------- | ------------------------------------------------------------------------------ |
| 1974 | 7.000                          | Unidata          | TTL         | 1 MB          | BS1/BS2          |                   | Modell 7.722                                                                   |
| 1977 | 7.500                          | Siemens          | TTL         | 4 MB          | BS2000           |                   | 7.521                                                                          |
| 1976 | 7.700                          | Siemens          | TTL         | 1–8 MB        | BS1000/BS2000    |                   | 7.708-7.780                                                                    |
| 1977 | 580                            | Siemens          |             |               |                  |                   | Textverarbeitungssystem, Einzelplatz                                           |
| 1979 | 6.600 (Basis-Datensystem 6000) | Siemens/Tandberg | Intel 8085  | 64–512 KB     | BS1M, AMBOSS 1-4 | Tandberg TDV 2300 | Mehrplatzsystem, 8" Disketten, Magnetbandkassette MK82, Modelle 6.610,20,40,80 |
| 1980 | 5.500                          | Siemens          |             |               |                  |                   | Textverarbeitungssystem, Einzelplatz                                           |
| 1983 | 6.660                          | Siemens          | Siemens R10 | 256 KB – 1 MB |                  |                   | Modelle 10, 30, 40, teils Mehrplatzsystem                                      |
| 1984 | 8.680                          | Siemens          |             | 512 KB – 6 MB | AMBOSS 4         |                   |                                                                                |
| 1986 | 7.590                          | Siemens/Fujitsu  | CMOS        | 32 MB         | BS2000           |                   | Fujitsu M780                                                                   |

## Personal Computer
Personal Computer u. ä. 1980er, 1990er (Auswahl)
| Jahr | Modell/-reihe            | Unternehmen               | Technologie  | RAM           | Betriebssystem  | Kompatibilität | Anmerkungen               |
| ---- | ------------------------ | ------------------------- | ------------ | ------------- | --------------- | -------------- | ------------------------- |
| 1982 | PC-X, PC-D               | Siemens                   | 80186        | 128 KB – 1 MB | Sinix, MS-DOS   | IBM-PC         | 1. MS-DOS PC              |
| 1983 | Siemens PC 16            | Siemens                   | 8088         | 128–768 KB    | CP/M 86, MS-DOS |                | Modelle 16, 16-05, 10, 11 |
| 1986 | PCD-Familie              | Siemens/Siemens-Nixdorf   | AT-Format    | div.          | DOS             | IBM-AT         |                           |
| 1993 | Siemens Scenic 4NC       | Siemens-Nixdorf           | 80486        | 4–12 MB       | Windows         |                | Notebook                  |
| 2003 | Fujitsu-Siemens Lifebook | Fujitsu Siemens Computers | Core-i u. a. | div           | Windows         |                | Notebooks                 |

## Neuere Großrechner
Großrechner ab ca. 1987
| Jahr | Modell/-reihe | Unternehmen | Technologie  | RAM    | Betriebssystem | Kompatibilität | Anmerkungen                                |
| ---- | ------------- | ----------- | ------------ | ------ | -------------- | -------------- | ------------------------------------------ |
| 1987 | C30           | Siemens     | CMOS/390     | 32 MB  | BS2000         |                | C80: 384 MB                                |
| 1988 | SICOMP M      | Siemens     | VLSI, TTL    | 8 MB   | AMBOSS 4, BS-M |                | Prozessrechner, Mehrplatzsystem, M 20-M 80 |
| 1989 | H60           | Siemens     | CMOS/390     | 128 MB | BS2000         |                | H130: 2 GB                                 |
| 1996 | S110          | Fujitsu     | CMOS/390     | 1 GB   | BS2000         |                | S210: 128 GB                               |
| 1997 | SR2000        | Siemens     | CMOS/RISC    | 1,7 GB | BS2000         |                |                                            |
| 2002 | SX100         | Siemens     | CMOS/SPARC   | 2 GB   | BS2000         |                |                                            |
| 2008 | SQ100         | Fujitsu     | CMOS/x86     | 64 GB  | BS2000         |                | SQ210 (2012)                               |
| 2014 | SE500         | Fujitsu     | CMOS/x86/390 | 64 GB  | BS2000         |                | Fujitsu GS21-2400                          |
| 2014 | SE700         | Fujitsu     | CMOS/x86/390 | 256 GB | BS2000         |                | Fujitsu GS21-2600                          |

## Andere Systeme
- Simatic (Automatisierungstechnik) ab 1958
- Sinix-Computer (Banken-, Einzel-/Mehrplatzsysteme), Mitte/Ende 1980er
- Transdata 9600, SBC-System (Siemens Banken-Computer), Ende 1970er, 1980er
- Transdata 9700, Datenkassensystem, CAD-System, Ende 1980er